# 米雷蒙特糕点店

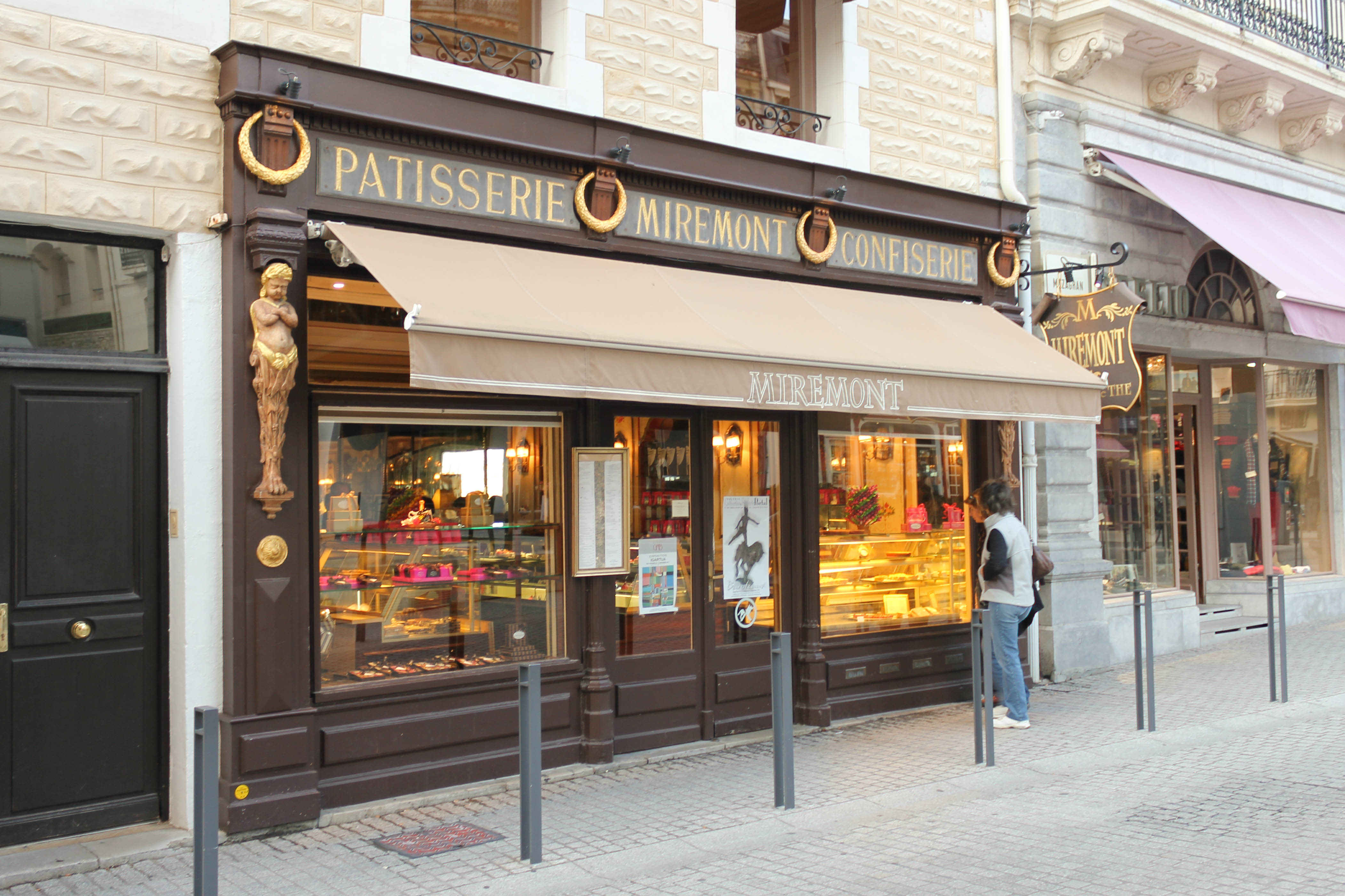

米雷蒙特糕点店（法語：Pâtisserie Miremont）是法国新阿基坦大区大西洋比利牛斯省比亚里茨的一座历史建筑，位于克雷孟梭广场（place Clemenceau）1号，建于1885年。2006年10月1日，糕点店19世纪末的内部装饰、马赛克和灰泥装饰，列为法国历史遗迹。。